# Pons Mulvius

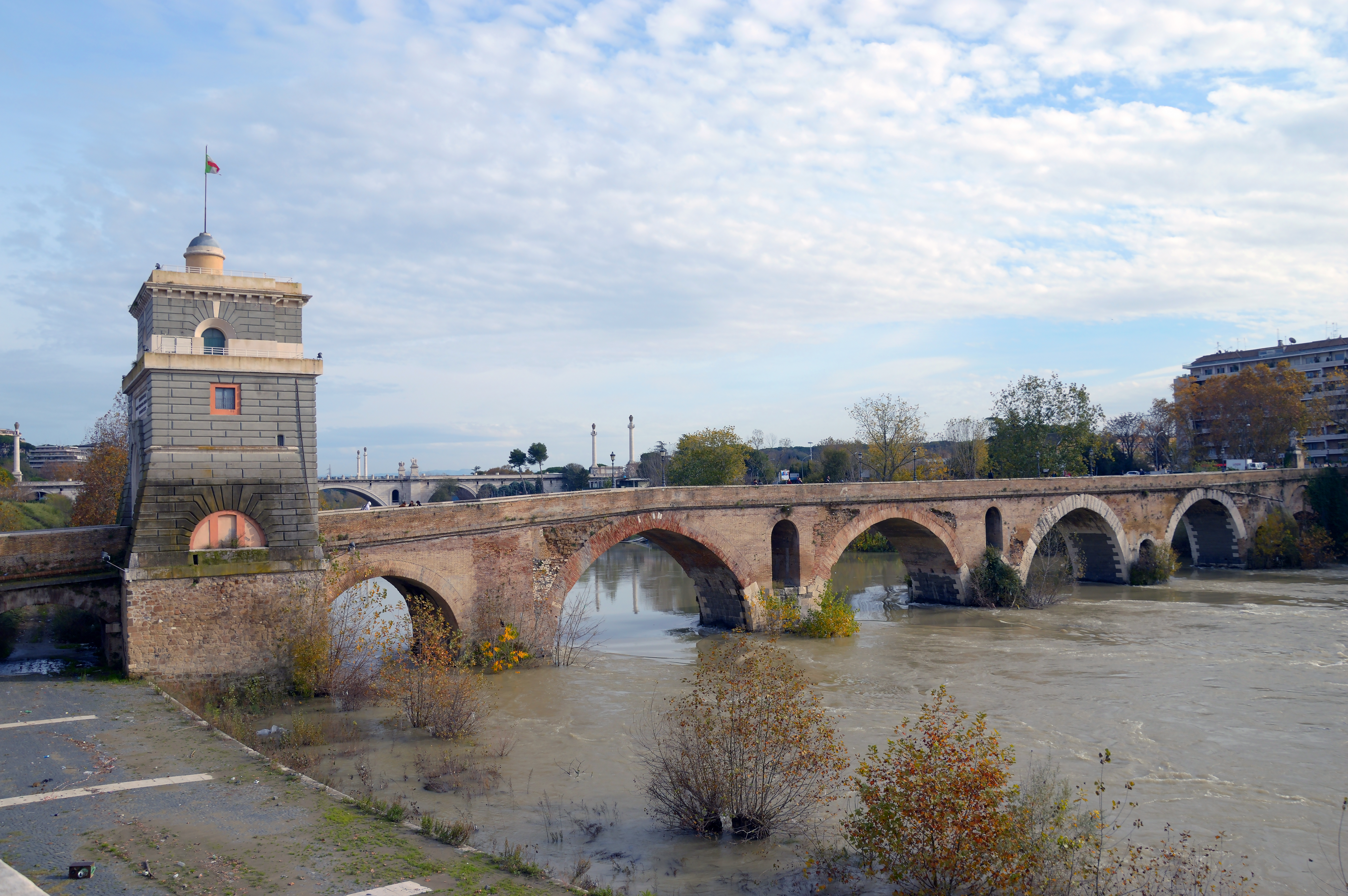
Pons Mulvius.

Pons Mulvius (Pons Milvius, Ponte Milvio, Ponte Molle) är en antik bro som för Via Flaminia över floden Tibern i norra Rom i Italien. Bron var under antiken den nordligaste infarten till Rom.
Den 28 oktober 312 besegrade Konstantin den store sin rival Maxentius i slaget vid Pons Mulvius vilket gjorde honom till kejsare i Västromerska riket.

## Antika broar över Tibern
- Pons Aelius (Pons Hadriani)
- Pons Neronianus (Pons Triumphalis)
- Pons Agrippae
- Pons Aurelius (Pons Antoninus)
- Pons Fabricius (Pons Iudaeorum)
- Pons Cestius (Pons Gratiani)
- Pons Aemilius (Pons S. Mariae)
- Pons Sublicius
- Pons Probi (Pons Theodosii)